# Bundestagswahlkreis Hannover-Land II
Der Bundestagswahlkreis Hannover-Land II  (Wahlkreis 47) ist ein Wahlkreis in Niedersachsen und umfasst von der Region Hannover die Städte Barsinghausen, Gehrden, Hemmingen, Laatzen, Lehrte, Pattensen, Ronnenberg, Seelze, Sehnde, Springe, Uetze und Wennigsen. Die Vorgängerwahlkreise mit ähnlichem Territorium waren vor 1980 die Wahlkreise Hannover-Land bzw. Hannover III.

## Wahlkreisgeschichte
| Wahl      | Wahlkreisname       | Gebiet |
| --------- | ------------------- | --- |
| 1949      | 20 Hannover-Land    | alter Landkreis Hannover, vom Landkreis Burgdorf der südliche Teil mit Lehrte und Sehnde                                |
| 1953–1961 | 42 Hannover-Land    | alter Landkreis Hannover, vom Landkreis Burgdorf der südliche Teil mit Lehrte und Sehnde                                |
| 1965–1976 | 38 Hannover III     | alter Landkreis Hannover, von Hannover die südöstlichen Stadtteile Döhren, Wülfel, Kirchrode, Bemerode und Wülferode    |
| 1980–1998 | 42 Hannover-Land II | Barsinghausen, Gehrden, Hemmingen, Laatzen, Pattensen, Ronnenberg, Seelze, Sehnde, Springe, Wennigsen und Wunstorf      |
| 2002–2005 | 47 Hannover-Land II | Barsinghausen, Gehrden, Hemmingen, Laatzen, Pattensen, Ronnenberg, Seelze, Sehnde, Springe, Wennigsen, Uetze und Lehrte |
| 2009      | 48 Hannover-Land II | Barsinghausen, Gehrden, Hemmingen, Laatzen, Pattensen, Ronnenberg, Seelze, Sehnde, Springe, Wennigsen, Uetze und Lehrte |
| Seit 2013 | 47 Hannover-Land II | Barsinghausen, Gehrden, Hemmingen, Laatzen, Pattensen, Ronnenberg, Seelze, Sehnde, Springe, Wennigsen, Uetze und Lehrte |

## Wahlkreisabgeordnete
| Wahl | Abgeordneter | Abgeordneter     | Partei | Stimmen in % |
| ---- | ------------ | ---------------- | ------ | ------------ |
| 1949 |              | Hans Jahn        | SPD    | 45,9         |
| 1953 | 43,6         | Hans Jahn        | SPD    |              |
| 1957 | 44,1         | Hans Jahn        | SPD    |              |
| 1961 |              | Werner Marquardt | SPD    | 49,0         |
| 1965 | 48,0         | Werner Marquardt | SPD    |              |
| 1969 | 51,9         | Werner Marquardt | SPD    |              |
| 1972 | 55,7         | Werner Marquardt | SPD    |              |
| 1976 | 49,2         | Werner Marquardt | SPD    |              |
| 1980 |              | Günter Kiehm     | SPD    | 50,8         |
| 1983 |              | Herbert Lattmann | CDU    | 46,6         |
| 1987 |              | Günter Kiehm     | SPD    | 45,1         |
| 1990 |              | Herbert Lattmann | CDU    | 44,9         |
| 1994 | 44,8         | Herbert Lattmann | CDU    |              |
| 1998 |              | Horst Schild     | SPD    | 55,2         |
| 2002 | 54,2         | Horst Schild     | SPD    |              |
| 2005 |              | Matthias Miersch | SPD    | 51,5         |
| 2009 | 40,4         | Matthias Miersch | SPD    |              |
| 2013 | 43,4         | Matthias Miersch | SPD    |              |
| 2017 | 37,0         | Matthias Miersch | SPD    |              |
| 2021 | 40,7         | Matthias Miersch | SPD    |              |
| 2025 | 31,8         | Matthias Miersch | SPD    |              |

## Wahlergebnisse

### Bundestagswahl 2025
Die Kandidaten der SPD und der CDU, Matthias Miersch und Tilman Kuban, erneuerten ihre Kandidatur zur Bundestagswahl 2025. Miersch hatte 2021 den Wahlkreis für sich entschieden, während Kuban über die Landesliste in den Bundestag einzog. Zum Direktkandidaten des Bündnis 90/Die Grünen wurde Michael Steinke nominiert, für die FDP tritt Annette Sturm-Werner an. Die AfD stellte den Landtagsabgeordneten Stefan Henze auf, Die Linke Dirk Tegtmeyer. Daneben waren 16 Landeslisten wählbar.
| Kandidaten                       | Kandidaten                    | Parteien/Listen     | Erststimmen | Erststimmen | Zweitstimmen | Zweitstimmen |
| Kandidaten                       | Kandidaten                    | Parteien/Listen     | Stimmen     | %           | Stimmen      | %            |
| -------------------------------- | ----------------------------- | ------------------- | ----------- | ----------- | ------------ | ------------ |
|                                  | Matthias Mierschgewählt im WK | SPD                 | 62.395      | 31,8        | 47.478       | 24,1         |
|                                  | Tilman Kuban                  | CDU                 | 59.006      | 30,0        | 53.994       | 27,5         |
|                                  | Michael Steinke               | GRÜNE               | 17.550      | 8,9         | 17.550       | 8,9          |
|                                  | Annette Sturm-Werner          | FDP                 | 4.924       | 2,5         | 7.840        | 4,0          |
|                                  | Stefan Henze                  | AfD                 | 33.775      | 17,2        | 34.337       | 17,5         |
|                                  | Dirk Tegtmeyer                | DIE LINKE           | 10.882      | 5,5         | 14.602       | 7,4          |
|                                  | Uwe Hillmann                  | Tierschutzpartei    | 3.346       | 1,7         | 2.426        | 1,2          |
|                                  | —                             | dieBasis            | –           | –           | 414          | 0,2          |
|                                  | —                             | Die PARTEI          | –           | –           | 770          | 0,4          |
|                                  | Sven Peterhänsel              | FREIE WÄHLER        | 2.208       | 1,1         | 1.386        | 0,7          |
|                                  | Uwe Kopec                     | Piraten             | 933         | 0,5         | 448          | 0,2          |
|                                  | Konstantin Kühnel             | Volt                | 1.453       | 0,7         | 1.032        | 0,5          |
|                                  | —                             | PdH                 | –           | –           | 158          | 0,1          |
|                                  | —                             | MLPD                | –           | –           | 49           | 0,0          |
|                                  | —                             | Bündnis Deutschland | –           | –           | 205          | 0,1          |
|                                  | —                             | BSW                 | –           | –           | 7.547        | 3,8          |
| Gesamt                           | Gesamt                        | Gesamt              | 196.472     | 100         | 196.681      | 100          |
|                                  |                               |                     |             |             |              |              |
| Ungültige Stimmen                | Ungültige Stimmen             | Ungültige Stimmen   | 1.288       | 0,7         | 1.079        | 0,5          |
| Wähler                           | Wähler                        | Wähler              | 197.760     | 84,5        | 197.760      | 84,5         |
| Wahlberechtigte                  | Wahlberechtigte               | Wahlberechtigte     | 234.055     |             | 234.055      |              |
|                                  |                               |                     |             |             |              |              |
| Quellen: Die Bundeswahlleiterin, |                               |                     |             |             |              |              |

### Bundestagswahl 2021
Zur Bundestagswahl 2021 am 26. September kandidierte der bisherige direktgewählte Abgeordnete Matthias Miersch (SPD) erneut. Er wurde am 14. März 2021 per Briefwahl von der Parteibasis nominiert. Maria Flachsbarth (CDU) kandidierte hingegen nicht erneut. An ihre Stelle trat der Vorsitzende der Jungen Union Tilman Kuban, welcher im März 2021 mit 84 % als CDU-Kandidat aufgestellt wurde. Für Bündnis 90/Die Grünen trat Simone Meyer als Direktkandidatin an, für die FDP wurde Nadin Zaya nominiert und für Die Linke Thorsten Kuhn.
Der Stimmzettel zur Bundestagswahl am 26. September 2021 umfasste 21 Landeslisten. Die Parteien stellten folgende Kandidaten auf.
| Direktkandidat    | Partei           | Erststimmen in % | Zweitstimmen in % |
| ----------------- | ---------------- | ---------------- | ----------------- |
| Tilman Kuban      | CDU              | 25,5             | 22,7              |
| Matthias Miersch  | SPD              | 40,7             | 34,6              |
| Nadin Zaya        | FDP              | 6,6              | 10,2              |
| Dirk Brandes      | AfD              | 7,5              | 7,7               |
| Simone Meyer      | GRÜNE            | 12,5             | 16,3              |
| Thorsten Kuhn     | DIE LINKE        | 2,3              | 2,8               |
| Lisa-Marie Rosien | Die PARTEI       | 0,9              | 0,8               |
| Claudia Klitz     | Tierschutzpartei | 1,5              | 1,4               |
| Moritz Krienke    | FREIE WÄHLER     | 1,1              | 0,9               |
| Uwe Kopec         | PIRATEN          | 0,6              | 0,5               |
| –                 | NPD              | -                | 0,1               |
| –                 | V-Partei³        | -                | 0,1               |
| –                 | ÖDP              | -                | 0,1               |
|                   | MLPD             | -                | 0,0               |
| –                 | DKP              | -                | 0,0               |
| Eva-Maria Görres  | dieBasis         | 0,9              | 0,9               |
| –                 | du.              | -                | 0,0               |
| –                 | LKR              | -                | 0,0               |
|                   | Die Humanisten   | -                | 0,1               |
| –                 | Team Todenhöfer  | -                | 0,4               |
| –                 | Volt             | -                | 0,2               |
| Wolfgang Göller   | Einzelbewerber   | 0,0              | -                 |

### Bundestagswahl 2017
Zur Wahl am 24. September 2017 wurden 18 Landeslisten zugelassen.
| Direktkandidat          | Partei           | Erststimmen in % | Zweitstimmen in % |
| ----------------------- | ---------------- | ---------------- | ----------------- |
| Maria Flachsbarth       | CDU              | 35,2             | 31,5              |
| Matthias Miersch        | SPD              | 37,0             | 29,5              |
| Roland Christoph Panter | GRÜNE            | 5,7              | 8,7               |
| Jessica Kaußen          | DIE LINKE        | 5,4              | 6,6               |
| Sabine Ehrke            | AfD              | 9,4              | 10,4              |
| Harald Klotz            | FDP              | 5,4              | 9,6               |
| Gerhard Posywio         | PIRATEN          | 0,9              | 0,5               |
| –                       | NPD              | –                | 0,3               |
| Beate Julitta Lange     | FREIE WÄHLER     | 0,9              | 0,4               |
| –                       | Die PARTEI       | –                | 0,9               |
| –                       | Tierschutzpartei | –                | 0,8               |
| –                       | ödp              | –                | 0,1               |
| –                       | DKP              | –                | 0,0               |
| –                       | MLPD             | –                | 0,0               |
| –                       | BGE              | –                | 0,1               |
| –                       | DiB              | –                | 0,2               |
| –                       | DM               | –                | 0,2               |
| –                       | V-Partei³        | –                | 0,1               |

### Bundestagswahl 2013
Zur Wahl am 22. September wurden 14 Landeslisten zugelassen.
| Direktkandidat      | Partei           | Erststimmen in % | Zweitstimmen in % |
| ------------------- | ---------------- | ---------------- | ----------------- |
| Maria Flachsbarth   | CDU              | 41,9             | 38,4              |
| Matthias Miersch    | SPD              | 43,4             | 36,0              |
| Abdulselam Dogan    | GRÜNE            | 5,2              | 8,9               |
| Agnes Hasenjäger    | DIE LINKE.       | 4,1              | 4,8               |
| Dirk Weissleder     | FDP              | 1,4              | 4,0               |
| –                   | AfD              | –                | 3,8               |
| Thomas Gundelbacher | PIRATEN          | 1,7              | 1,5               |
| Sebastian Wolf      | NPD              | 1,2              | 0,8               |
| –                   | Tierschutzpartei | –                | 0,8               |
| Arno Ulrichs        | FREIE WÄHLER     | 1,1              | 0,6               |
| –                   | pro Deutschland  | –                | 0,2               |
| –                   | REP              | –                | 0,1               |
| –                   | PBC              | –                | 0,1               |
| –                   | MLPD             | –                | 0,0               |

### Bundestagswahl 2009
| Direktkandidat                    | Partei     | Erststimmen | Zweitstimmen |
| --------------------------------- | ---------- | ----------- | ------------ |
| Matthias Miersch                  | SPD        | 40,4 %      | 32,8 %       |
| Maria Flachsbarth                 | CDU        | 36,2 %      | 31,5 %       |
| Dorota Szymanska                  | GRÜNE      | 6,9 %       | 10,4 %       |
| Dirk Weissleder                   | FDP        | 7,2 %       | 12,1 %       |
| Gerhard-Walter Schulz             | Die Linke. | 6,6 %       | 7,7 %        |
| Karin Hollack                     | NPD        | 1,6 %       | 1,4 %        |
| Walter Heinrich Christian Mehring | RRP        | 0,8 %       | 1,0 %        |
| Jorg Böttcher                     | unabhängig | 0,3 %       | –            |
| –                                 | PIRATEN    | –           | 1,9 %        |
| Sonstige                          | Sonstige   | –           | 1,0 %        |